# Кестамбер (кантон)
Кестамбер (фр. Questembert) — кантон во Франции, находится в регионе Бретань, департамент Морбиан. Входит в состав округа Ван.

## История
До 2015 года в состав кантона входили коммуны Беррик, Кестамбер, Ларре, Ле-Кур, Лозак, Молак Плёкадёк и Пеоль.
В результате реформы 2015 года состав кантона был изменен: в его состав вошли отдельные коммуны упраздненных кантонов Рошфор-ан-Тер и Эльвен.

## Состав кантона с 22 марта 2015 года
В состав кантона входят коммуны (население по данным Национального института статистики Архивная копия от 17 января 2022 на Wayback Machine за 2019 г.):
- Беррик (2 026 чел.)
- Каден (1 589 чел.)
- Кестамбер (7 862 чел.)
- Ла-Вре-Круа (1 489 чел.)
- Ларре (1 067 чел.)
- Ле-Кур (672 чел.)
- Лимерзель (1 312 чел.)
- Лозак (1 167 чел.)
- Малансак (2 195 чел.)
- Молак (1 605 чел.)
- Плюэрлен (1 532 чел.)
- Рошфор-ан-Тер (641 чел.)
- Сен-Граве (716 чел.)
- Сюльньяк (3 756 чел.)
- Тредьон (1 308 чел.)
- Эльвен (6 261 чел.)

## Политика
На президентских выборах 2022 г. жители кантона отдали в 1-м туре Эмманюэлю Макрону 32,2 % голосов против 23,6 % у Марин Ле Пен и 18,8 % у Жана-Люка Меланшона; во 2-м туре в кантоне победил Макрон, получивший 61,2 % голосов. (2017 год. 1 тур: Эмманюэль Макрон – 26,1 %, Марин Ле Пен – 20,4 %, Жан-Люк Меланшон – 19,1 %, Франсуа Фийон – 18,3 %; 2 тур: Макрон – 68,3 %. 2012 год. 1 тур: Франсуа Олланд — 27,8 %, Николя Саркози — 26,4 %, Марин Ле Пен — 16,8 %; 2 тур: Олланд — 52,5 %).
С 2021 года кантон в Совете департамента Морбиан представляют медсестра из коммуны Эльвен Мари Ле Ботерф (Marie Le Boterff) и мэр коммуны Кестамбер Борис Лемер (Boris Lemaire) (оба — Разные левые).
|                | Кандидаты                            | Партия                   | Первый тур | Первый тур     | Второй тур | Второй тур |
| Кол-во голосов | Кандидаты                            | Партия                   | % голосов  | Кол-во голосов | % голосов  |            |
| -------------- | ------------------------------------ | ------------------------ | ---------- | -------------- | ---------- | ---------- |
|                | Мари Ле Ботерф Борис Лемер           | Левый блок               | 4 460      | 49,60          | 5 385      | 58,10      |
|                | Мари Клод Коста Рибейро Жерар Гикель | Разные правые            | 2 984      | 33,19          | 3 883      | 41,90      |
|                | Сильви Бернар Стефан Флёри           | Национальное объединение | 1 548      | 17,22          |            |            |

|                | Кандидаты                       | Партия             | Первый тур | Первый тур     | Второй тур | Второй тур |
| Кол-во голосов | Кандидаты                       | Партия             | % голосов  | Кол-во голосов | % голосов  |            |
| -------------- | ------------------------------- | ------------------ | ---------- | -------------- | ---------- | ---------- |
|                | Жерар Гикель Мари-Анник Мартен  | Правый блок        | 4 111      | 33,51          | 6 198      | 54,52      |
|                | Моник Даньон Патрис Ле Пенюизик | Левый блок         | 3 637      | 29,65          | 5 170      | 45,48      |
|                | Жослин Даниэль Ален Лион        | Национальный фронт | 2 590      | 21,11          |            |            |
|                | Рамон Фальгье Вьолен Фраппесос  | Левый фронт        | 1 222      | 9,96           |            |            |
|                | Дидье Симон Тексье Анн Флёри    | Разные правые      | 707        | 5,76           |            |            |